# Ковачевич
Словенска презимена Ковачевич (словен. и слов. Kovačevič; жен. вар. Ковачевичова, слов. Kovačevičová) и Ковачович (слов. Kovačovič; жен. вар. Ковачовичова, слов. Kovačovičová) могу се односити на:
- Сабахудин Ковачевич (1986–), словеначки хокејаш на леду
- Сенад Ковачевич [] (1981–), словеначки хокејаш на леду
- Соња Ковачевичова [] (1921–2009), словачки етнограф
- Игор Ковачович [] (1938–), словачки кореограф